# Ernst Alfred Philippson
Ernst Alfred Philippson (* 6. April 1900 in Mönchengladbach; † 9. August 1993 in Urbana (Illinois), USA) war ein deutsch-amerikanischer germanistischer und anglistischer Mediävist (Altgermanist). Er war Professor für Germanische Philologie an der University of Illinois at Urbana-Champaign.

## Familie
Ernst Alfred Philippson entstammt einer deutschen Gelehrtenfamilie. Seine Eltern waren Ernst Moritz Philippson (1871–1924), ein Zahnarzt, und Johanna, geborene Mühlinghaus (1878–1945). Sein Cousin war der Geograph Alfred Philippson als herausragende wissenschaftliche Persönlichkeit. Er wurde entgegen weiter Teile der Großfamilie nicht in deren jüdischer Tradition erzogen, sondern war zunächst evangelisch-reformiert und später konfessionslos. Philippson war mit Margarete Josephine, geborene Hecker (1903–1989), verheiratet.

## Leben und Werk
Den Ersten Weltkrieg erlebte er als Soldat im preußischen Heer nur kurz in den letzten Monaten des Jahres 1918 nach seinem Abitur (Notabitur) am Humanistischen Gymnasium in Mönchengladbach.
Vom Wintersemester 1918/19 an studierte er in Bonn, in München (1920/21) und in Köln ab Wintersemester 1921/22 bis 1923 Germanistik, Anglistik und Geschichtswissenschaften. In Köln wurde er bei Friedrich von der Leyen mit einer germanistischen Arbeit zur Märchenforschung: Der Märchentypus von König Drosselbart promoviert. 1924 erreichte er dort das Staatsexamen für das Lehramt an Gymnasien für die Fächer Deutsch, Englisch und Geschichte. In Köln erfolgte 1928 die Habilitation mit der anglistischen Arbeit: Germanisches Heidentum bei den Angelsachsen bei Herbert Schöffler.
Zunächst war er von 1925 bis 1931 Assistent am Deutschen Seminar in Köln und dort nach seiner Habilitation ab 1928 bis 1937 Privatdozent für Englische Philologie. In dieser Zeit Anfang der 1930er Jahre unternahm er bis 1933 Vortragsreisen in die Vereinigten Staaten. Schon 1928 bis 1929, durch seine Reisekontake, nahm er eine Lektorenstelle an der University of Wisconsin in Madison an. Sein akademisches Engagement in den Vereinigten Staaten setzte sich durch eine weitere Lektorenstelle von 1931 bis 1933 an der Ohio State University in Columbus fort. Im September 1933 emigrierte Philippson in die Vereinigten Staaten. Dort nahm er von 1935 bis 1947 eine Assistenzprofessur für Deutsch an der University of Michigan in Ann Arbor an. 1937 gab er seine Kölner Lehrerlaubnis „freiwillig“ zurück. In der Zeit des Zweiten Weltkriegs unterrichtete er im Auftrag der US-Army Offiziere in deutscher Sprache und Landeskunde.
1947 wechselte er zunächst bis 1951 als Associated Professor an das German Department nach Urbana, 1951 erhielt er dort eine ordentliche Professur für Germanische Philologie. 1968 wurde er emeritiert, lehrte aber an der Columbia University in New York weiter.
Philippson lehrte und forschte zur deutschen Literatur von den Anfängen der althochdeutschen Phase bis zur frühen Neuzeit und dem ausgehenden 17. Jahrhundert. Des Weiteren die Englische und Germanische Philologie und besonders zur Altgermanischen Religion- und Religionsgeschichte und zur Germanischen Mythologie. Ein akademischer Schüler war neben anderen der Germanist Elmer H. Antonsen. Er war zeitweilig alleiniger Herausgeber (1953–57) und Mitherausgeber (1957–71) der Fachzeitschrift Journal of English and Germanic Philology.

## Ehrungen
Die Universität Köln ehrte Philippson 1972 mit der erneuten Verleihung seines akademischen Grades zu dessen 50-jährigem Doktor-Jubiläum. Diese Verleihung war die erste dieser Art an einer Universität der Bundesrepublik.

## Mitgliedschaften
- 1937 Modern Language Association of America (Exekutiv-Mitglied für Germanische Philologie)
- Linguistic Society of America
- American Association of Teachers of German

## Veröffentlichungen (Auswahl)
- Der Märchentypus von König Drosselbart. Köln 1922, (Köln, Universität, Dissertation, vom 8. Juli 1922, maschinenschriftlich; überarbeitet: (= FF Communications. 50 = Band 14, Nr. 2, ISSN 0014-5815). Suomalainen tiedeakatemia, Greifswald 1923).
- Der Germanische Mütter- und Matronenkult am Niederrhein. In: Germanic Review. Band 19, Nr. 2, 1944, S. 81–142, doi:10.1080/19306962.1944.11786183.
- Germanisches Heidentum bei den Angelsachsen (= Kölner anglistische Arbeiten. 4, ZDB-ID 551237-2). Leipzig, B. Tauchnitz, 1929, (Zugleich: Köln, Universität, Habilitations-Schrift, 1928; Nachdruck: Johnson Reprint Corp., New York NY u. a. 1966).
- Die Genealogie der Götter in germanischer Religion, Mythologie und Theologie (= Illinois Studies in Language and Literature. 37, 3, ISSN 0073-5175). University of Illinois Press, Urbana IL 1953.

Editionen
- mit Hugo Moser, Karl Stackmann: Texte des späten Mittelalters und der frühen Neuzeit. Schmidt, Berlin, 1956–1972, ISSN 0563-3079.
- mit Angelo George de Capua: Benjamin Neukirchs Anthologie. Herrn von Hoffmannswaldau und andrer Deutschen auserlesener und bißher ungedruckter Gedichte (= Neudrucke deutscher Literaturwerke. Neue Folge, Band 1 und 16, ISSN 0077-7668). Nach einem Druck vom Jahre 1697 mit einer kritischen Einleitung und Lesarten. Band 1–2. Niemeyer, Tübingen 1961–1965.